# 長浜町 (大分市)
長浜町（ながはままち）は、大分県大分市中心部にある地区の地名である。現行行政地名は長浜町一丁目から長浜町三丁目。住居表示実施済区域。

## 地理
北で国道197号、東で大分川に面し、北で舞鶴町、南で錦町、西で大手町に隣接している。地区内は、西から東に1-3丁目に分かれる。2017年（平成29年）12月20日には、この地区を南北に縦断し、国道10号と国道197号を結ぶ都市計画道路中島錦町線が全線開通した。

## 歴史
行政地名としては、1964年（昭和39年）4月1日に、従前の大字大分の一部（通称で塩九升町・長浜西・長浜東・舞鶴町の一部）から成立。

## 世帯数と人口
2022年（令和4年）3月31日現在（大分市発表）の世帯数と人口は以下の通りである。
| 丁目         | 世帯数    | 人口    |
| ------------ | --------- | ------- |
| 長浜町一丁目 | 592世帯   | 941人   |
| 長浜町二丁目 | 419世帯   | 649人   |
| 長浜町三丁目 | 364世帯   | 662人   |
| 計           | 1,375世帯 | 2,252人 |

### 人口の変遷
国勢調査による人口の推移。
| 1995年（平成7年）  | 2,111人 | [ 8 ]  |  |
| 2000年（平成12年） | 2,029人 | [ 9 ]  |  |
| 2005年（平成17年） | 2,126人 | [ 10 ] |  |
| 2010年（平成22年） | 2,148人 | [ 11 ] |  |
| 2015年（平成27年） | 2,186人 | [ 12 ] |  |
| 2020年（令和2年）  | 2,243人 | [ 13 ] |  |

### 世帯数の変遷
国勢調査による世帯数の推移。
| 1995年（平成7年）  | 1,151世帯 | [ 8 ]  |  |
| 2000年（平成12年） | 1,149世帯 | [ 9 ]  |  |
| 2005年（平成17年） | 1,201世帯 | [ 10 ] |  |
| 2010年（平成22年） | 1,221世帯 | [ 11 ] |  |
| 2015年（平成27年） | 1,265世帯 | [ 12 ] |  |
| 2020年（令和2年）  | 1,364世帯 | [ 13 ] |  |

## 学区
市立小・中学校に通う場合、学区は以下の通りとなる（2022年4月時点）。
| 丁目         | 番・番地等 | 小学校             | 中学校                 |
| ------------ | ---------- | ------------------ | ---------------------- |
| 長浜町一丁目 | 全域       | 大分市立長浜小学校 | 大分市立上野ヶ丘中学校 |
| 長浜町二丁目 | 全域       | 大分市立長浜小学校 | 大分市立上野ヶ丘中学校 |
| 長浜町三丁目 | 全域       | 大分市立長浜小学校 | 大分市立上野ヶ丘中学校 |

## 事業所
2016年（平成28年）現在の経済センサス調査による事業所数と従業員数は以下の通りである。
| 丁目         | 事業所数  | 従業員数 |
| ------------ | --------- | -------- |
| 長浜町一丁目 | 70事業所  | 290人    |
| 長浜町二丁目 | 58事業所  | 588人    |
| 長浜町三丁目 | 38事業所  | 389人    |
| 計           | 166事業所 | 1,267人  |

## 交通

### 道路
- 国道197号

## 施設
- 大分市立長浜小学校
- 大分地方気象台
- 日本銀行大分支店
- 大分銀行東支店
- 長浜神社

## その他

### 日本郵便
- 郵便番号 : 870-0023[2]（集配局 : 大分中央郵便局[16]）。